# Angleterre aux Jeux du Commonwealth de 2022
L'Angleterre participera[Passage à actualiser] aux Jeux du Commonwealth de 2022 à Birmingham entre le 28 juillet et le 8 août 2022. Ayant participé à tous les Jeux depuis leur inauguration en 1930, ce sera[Passage à actualiser] la vingt-deuxième apparition de l'Angleterre (et la troisième apparition en tant que pays hôte).
À la suite de la décision de la CGF de révoquer les droits d'hébergement de Durban, Birmingham a été choisi comme candidat hôte anglais et a soumis sa candidature. Bien qu'initialement jugées non entièrement conformes, des ajustements à l'offre ont permis à la ville d'obtenir les droits d'hébergement en décembre 2017.

## Administration
Le 19 septembre 2019, Commonwealth Games England a annoncé que Mark England avait été nommé chef de mission de l'équipe d'Angleterre à Birmingham. Il a rempli le même rôle pour Team GB aux Jeux olympiques d'été de 2016 et 2020 à Rio et Tokyo respectivement.

## Athlètes
Voici la liste du nombre de concurrents participant aux Jeux par sport/discipline.
| Sport               | Hommes | Femmes | Total |
| ------------------- | ------ | ------ | ----- |
| Badminton           | 5      | 5      | 10    |
| Basket-ball à trois | 8      | 8      | 16    |
| Beach-volley        | 2      | 2      | 4     |
| Boulingrin          | 8      | 8      | 16    |
| Cricket             | NC     | 15     | 15    |
| Haltérophilie       | 8      | 8      | 16    |
| Hockey sur gazon    | 18     | 18     | 36    |
| Natation            | 6      | 4      | 10    |
| Netball             | NC     | 12     | 12    |
| Rugby à sept        | 13     | 13     | 26    |
| Tennis de table     | 4      | 4      | 8     |
| Triathlon           | 2      | 2      | 4     |
| Total               | 74     | 99     | 173   |

## Badminton
En tant que pays hôte, l'Angleterre a droit à la qualification automatique pour l'épreuve par équipes mixtes (au moins 2 hommes et 2 femmes). Au total, jusqu'à 5 hommes et 5 femmes peuvent être inscrits.

## Basket-ball à trois
En tant que pays hôte, l'Angleterre s'est automatiquement qualifiée pour les quatre tournois.

## Beach-volley
En tant que pays hôte, l'Angleterre a droit à une qualification automatique pour les tournois masculin et féminin.

## Boulingrin
Le 28 janvier 2022, Commonwealth Games England a annoncé la sélection de l'équipe de boulingrin pour concourir à Birmingham. Amy Pharaoh a participé aux Jeux du Commonwealth de 2002 à Manchester la dernière fois que l'événement a eu lieu en Angleterre et revient dans l'équipe après douze ans d'absence.

## Cricket
En tant que pays hôte, l'Angleterre s'est automatiquement qualifiée pour le tournoi,.
| Phase de groupes    | Phase de groupes    | Phase de groupes    | Phase de groupes | Demi-finales        | Finale / BM         | Finale / BM |
| Adversaire Résultat | Adversaire Résultat | Adversaire Résultat | Rang             | Adversaire Résultat | Adversaire Résultat | Rang        |
| ------------------- | ------------------- | ------------------- | ---------------- | ------------------- | ------------------- | ----------- |
| Sri Lanka           | Afrique du Sud      | Nouvelle-Zélande    |                  |                     |                     |             |

## Haltérophilie
En tant que pays hôte, l'Angleterre a automatiquement qualifié 1 entrée dans chaque catégorie de poids (8 par sexe).

## Hockey sur gazon
En tant que pays hôte, l'Angleterre a droit à une qualification automatique pour les tournois masculin et féminin.
| Compétition      | Phase de groupe  | Phase de groupe  | Phase de groupe  | Phase de groupe  | Phase de groupe | CM               | Demi-finale      | Finale / MB      | Finale / MB |
| Compétition      | Adversaire Score | Adversaire Score | Adversaire Score | Adversaire Score | Rang            | Adversaire Score | Adversaire Score | Adversaire Score | Rang        |
| ---------------- | ---------------- | ---------------- | ---------------- | ---------------- | --------------- | ---------------- | ---------------- | ---------------- | ----------- |
| Tournoi masculin | Ghana            | Pays de Galles   | Inde             | Canada           |                 |                  |                  |                  |             |
| Tournoi féminin  | Ghana            | Canada           | Inde             | Pays de Galles   |                 |                  |                  |                  |             |

## Natation
Le 27 janvier 2022, l'équipe d'Angleterre a annoncé son équipe initiale de dix nageurs, dont les doubles champions de Tokyo 2020 Adam Peaty et Tom Dean,.

## Netball
En tant que pays hôte, l'Angleterre s'est automatiquement qualifiée pour le tournoi.

## Rugby à sept
En tant que pays hôte, l'Angleterre s'est automatiquement qualifiée pour les tournois masculin et féminin.

## Tennis de table
En tant que pays hôte, l'Angleterre a droit à une qualification automatique pour les épreuves par équipes masculines et féminines (3 ou 4 inscriptions par équipe). Les personnes sélectionnées peuvent également participer aux autres épreuves.

## Triathlon
Le 25 janvier 2022, l'équipe d'Angleterre a annoncé son équipe initiale de quatre triathlètes, dont trois des Tokyo 2020 champions du relais mixte,.
| Athlète              | Compétition | Natation (750 m) | Transition 1 | Vélo (20 km) | Transition 2 | Course (5 km) | Temps | Résultat |
| -------------------- | ----------- | ---------------- | ------------ | ------------ | ------------ | ------------- | ----- | -------- |
| Jonathan Brownlee    | Hommes      |                  |              |              |              |               |       |          |
| Alex Yee             | Hommes      |                  |              |              |              |               |       |          |
| Sophie Coldwell      | Femmes      |                  |              |              |              |               |       |          |
| Georgia Taylor-Brown | Femmes      |                  |              |              |              |               |       |          |